# Franciszek Gárate
Franciszek Gárate, właśc. hiszp. Francisco Gárate (ur. 3 września 1857 w Azpeitii w Kraju Basków, zm. 9 września 1929) – hiszpański jezuita (SJ), zwany Dobrym Bratem, błogosławiony Kościoła rzymskokatolickiego.
Urodził się w chłopskiej rodzinie, jako drugi z siedmiu synów. Do Towarzystwa Jezusowego wstąpił w wieku 17 lat. Nowicjat odbył we Francji z powodu wojny domowej i powstania kantonalistów. W 1876 roku złożył śluby zakonne. Po powrocie do Hiszpanii świadczył posługę pielęgniarską w kolegium jezuickim w La Guardia.
W 1887 roku, przeniesiony do Deusto pod Bilbao, został furtianem na uniwersytecie Universidad de Deusto prowadzonym przez współbraci. Umacniał studentów modlitwą i gotowością służenia innym. Mówił:

"Staram się wszystko wykonywać jak najlepiej. Resztę czyni Pan. Z Jego pomocą wszystko staje się łatwe i piękne, ponieważ mamy dobrego Pana".

Franciszek Gárate zmarł w opinii świętości mając 72 lata.
Został beatyfikowany przez Jana Pawła II w dniu 6 października 1985 roku.